# 聖經真理無誤
聖經真理無誤（英語：Biblical infallibility），又稱為聖經無謬，不同於聖經絕對無誤，是一種基督新教福音派對於聖經的神學觀點。
這派的支持者認為，在關於基督信仰以及信仰的實踐上，聖經是完全沒有錯誤的，足以作為信仰及生活方式的指引；“当且仅当《圣经》在任何主题上没有作出虚假或误导性陈述时，它才是无误的。当且仅当它在任何信仰和实践问题上没有做出虚假或误导性陈述时，《圣经》才是无误的。”但是在其他的部份，如歷史與手抄文字記載的字眼，則不保證它完全不可能出錯。
與它相對的，則是聖經無誤說：這派認為，聖經完全出自於上帝的啟示，不管在哪方面，它的一字一句都不可能出錯，是「神聖不可侵犯」。